# Tudela de Duero
Tudela de Duero is een gemeente in de Spaanse provincie Valladolid in de regio Castilië en León met een oppervlakte van 60,52 km². Tudela de Duero telt 8.582 inwoners (1 januari 2016).

## Demografische ontwikkeling
Bron: INE, 1857-2011: volkstellingen
Opm.: In 1857 werd de gemeente Herrera de Duero aangehecht